# Noodhulp
Noodhulp of humanitaire hulp is hulp aan slachtoffers van natuurramp, in vluchtelingenkampen of gewapende conflicten. Het primaire doel van noodhulp is het redden van levens, het verminderen van menselijk lijden en het bewaren en beschermen van menselijke waardigheid. De hulp wordt gegeven in acute noodsituaties, zoals rampen, aanslagen, hongersnoden, humanitaire crisissen en overstromingen. Daarnaast wordt ook noodhulp gegeven aan landen die langdurig in crisis of oorlog verkeren. Humanitaire noodhulp onderscheidt zich van ontwikkelingshulp: ontwikkelingshulp richt zich op de aanpak van de onderliggende oorzaken van armoede en crisissituaties.
Noodhulp wordt verstrekt in de vorm van geld, goederen en personeel. In praktijk gaat het meestal om het verlenen van onderdak voor ontheemden, medische zorg, voedsel, drinkwater en sanitatie, onderwijs, bescherming van kwetsbare mensen, en terugkeer en herhuisvesting van vluchtelingen en ontheemden.

## Rampen

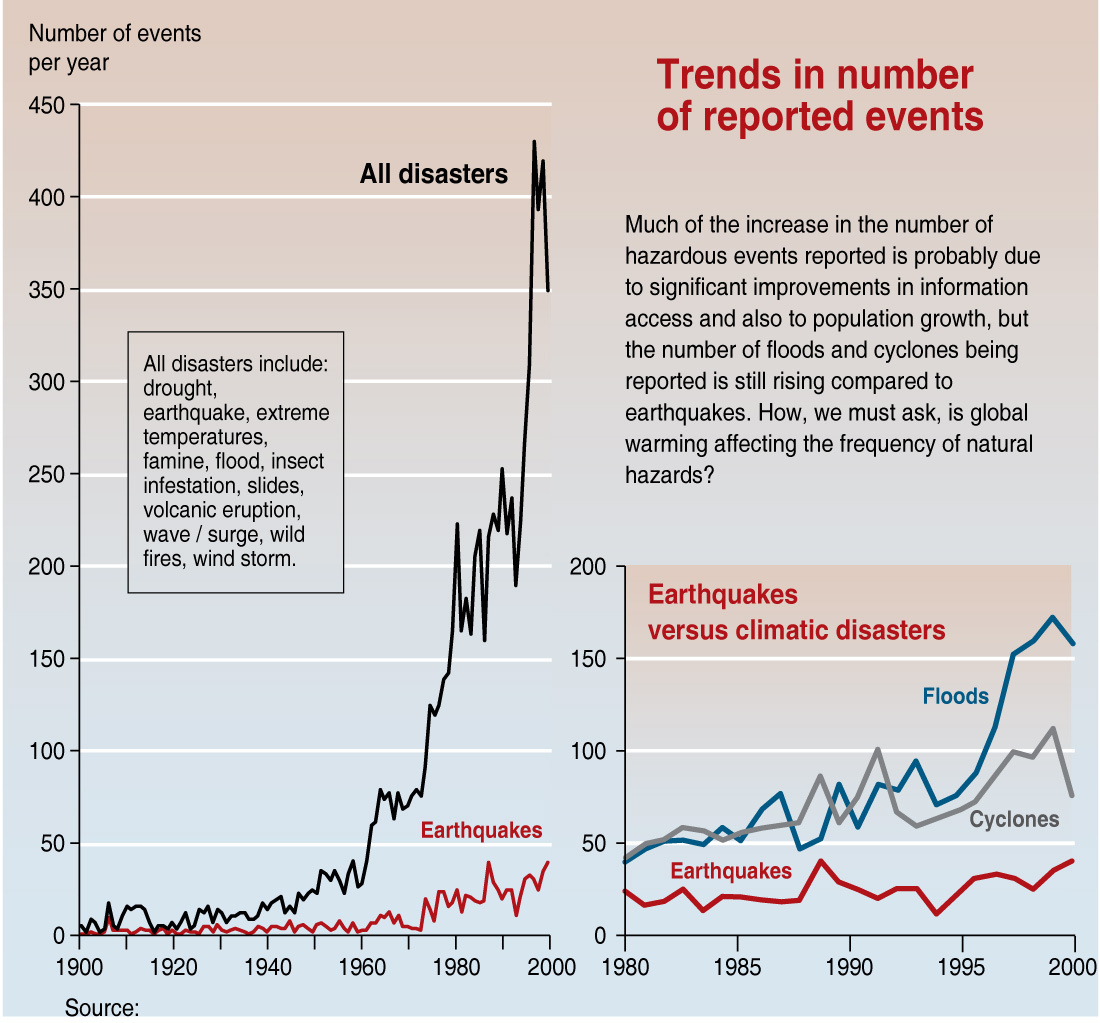
Het aantal gerapporteerde rampen stijgt sterk

Er zijn verschillende soorten rampen. Zo zijn er rampen veroorzaakt. door de natuur (vulkaanuitbarsting, tsunami, aardbevingen, orkaan, pandemie etc), rampen veroorzaakt door invloeden van buitenaf (meteoorinslag) en rampen die hun oorzaak vinden in menselijke interactie of ingrijpen. Voorbeelden te over: oorlogen, milieu en gevolgen van veranderingen hierin (droogte, opwarming van de planeet, onbalans in economische verhoudingen). De eerste twee decennia van 21ste eeuw zijn het aantal gerapporteerde rampen sterk toegenomen. 
Tussen 1994 en 1998 werden jaarlijks gemiddeld 428 rampen genoteerd, tussen 2003 en 2007 waren dat er 727 per jaar.In 2020 werden er 398 rampen gerapporteerd, tegen 2030 worden er 530 rampen per jaar verwacht. 
Het aantal slachtoffers steeg, zoals mensen die hun woning verloren, honger leden of geen toegang hadden tot drinkwater. Het Internationale Rode Kruis schatte hun aantal tussen 1998 en 2007 op 280 miljoen per jaar. Droogte en hongersnood zijn de meest dodelijke rampen. 

## Financiering
De financiering van noodhulp komt uit verschillende bronnen. De belangrijksten zijn overheden, VN-organisaties, niet-gouvernementele organisaties (ngo's), het Rode Kruis en de Rode Halvemaan, particuliere donaties, lokale bevolkingsgroepen en overschrijvingen van migranten.
Het is moeilijk om het totaalbedrag aan humanitaire hulp vast te stellen, omdat niet alle betalingen zichtbaar zijn. Een aantal landen en organisaties zijn verplicht te rapporteren wat ze uitgeven aan noodhulp. Dat geldt voor multilaterale instellingen, de EU en donorlanden die lid zijn van de Development Assistance Comittee (DAC) van de OESO, de Organisatie voor Economische Samenwerking en Ontwikkeling. Ook een aantal niet-DAC-landen rapporteert de uitgaven aan noodhulp. Deze donorgemeenschap gaf in 2008 een bedrag van bijna 12 miljard dollar uit aan noodhulp.
Daarnaast zijn wereldwijd duizenden non-gouvernementele organisaties betrokken bij noodhulp, zoals Artsen zonder Grenzen en Oxfam International. Wereldwijd spenderen deze organisaties naar schatting 4,2 miljard dollar aan noodhulp. Iets meer dan de helft van dit bedrag, circa 1,7 miljard dollar, komt van particuliere donaties. De rest van het bedrag bestaat uit overheidsfinanciering van deze ngo's.
De omvang van lokale hulp na een noodsituatie wordt zelden gerapporteerd. Dat geldt ook voor overboekingen van migranten naar familie en bekenden in een getroffen gebied. Mogelijk is deze vorm van noodhulp meer waard dan alle andere vormen van hulp.

## Organisatie

### Verenigde Naties
De Verenigde Naties (VN) spelen een belangrijke rol in het organiseren van noodhulp. Deze taak is in handen van het Office for the Coordination of Humanitarian Affairs (OCHA), de noodhulporganisatie van de Verenigde Naties. Het OCHA zorgt voor de coördinatie van de humanitaire respons na een ramp of een noodsituatie. Zij doet dit uitsluitend op aanvraag van een regering van een getroffen land.
Het OCHA heeft hoofdkantoren in New York en Genève, en dertig regionale kantoren wereldwijd. OCHA wordt voor een klein deel direct gefinancierd door de VN, maar is grotendeels afhankelijk van bijdragen van lidstaten.

### Consolidated en Flash Appeals
Om noodhulp te stroomlijnen, gebruiken het OCHA en donoren het Consolidated Appeal Process (CAP). Dat betekent dat de VN en overige hulpverlenende organisaties gezamenlijk de behoeften van het land in kaart brengen, en duidelijk aangeven hoe donoren het beste kunnen helpen. Het CAP stelt vervolgens een Common Humanitarian Action Plan (CHAP) op, een strategisch plan voor humanitaire actie in een getroffen gebied.
En speciale categorie verzoeken vormen de Flash Appeals. Een Flash Appeal is bedoeld voor het stroomlijnen van humanitaire actie na een onverwachte ramp. Een Flash Appeal verschijnt binnen twee tot vier weken na de gebeurtenis, en richt zich in hoofdzaak op levensreddende hulpacties en beginnende herstelwerkzaamheden.

### Central Emergency Response Fund
Snelheid en voorspelbaarheid van de donaties zijn essentieel om betrouwbare noodhulp te verlenen. De contributies van donoren zijn echter niet altijd tijdig en voorspelbaar. In 2006 werd daarom een speciaal fonds ingesteld, het Central Emergency Response Fund (CERF). Het doel van het CERF is om de hulpverlening na een ramp sneller op gang te brengen. Het CERF beschikte in 2008 over 500 miljoen dollar. Maximaal twee derde is bestemd voor de financiering van noodsituaties, het overige bedrag is bedoeld voor de financiering van zogeheten vergeten conflicten.
Het CERF is een voorbeeld van een samengevoegd fonds, waarin donoren hun bijdragen samenvoegen om de uitvoering van projecten te versoepelen en te versnellen. Andere samengevoegde fondsen voor het verstrekken van noodhulp zijn Emergency Response Funds en Common Humanitarian Funds. In 2008 beschikten deze pooled funds over 859 miljoen dollar. Dat is iets meer dan 7 procent van het totale donorbedrag voor noodhulp.

## Besteding
In 2008 werd 7 miljard dollar aangevraagd via Consolidated en Flah Appeals. Donoren droegen een bedrag van 5,5 miljard dollar bij, iets minder dan de helft van hun totale budget voor noodhulp. Dat betekent dat in ongeveer 70 procent van de aangevraagde verzoeken werd gefinancierd.
De financiering fluctueert echter sterk. In 2004 werd er gemiddeld 1.241 dollar uitgegeven aan elk slachtoffer van de Aziatische tsunami, terwijl er slechts 23 dollar werd besteed aan slachtoffers van de humanitaire ramp in Tsjaad.

### Overfinanciering en 'vergeten conflicten'
In een aantal gevallen krijgen landen méér geld dan zij hebben aangevraagd. In 2006 was dat het geval in Libanon, Kenia en Oost-Timor. Daar tegenover staan noodsituaties die veel minder geld ontvingen dan nodig. De Hoorn van Afrika, Burundi, Somalië en Congo ontvingen in 2006 minder dan de helft van het aangevraagde bedrag. De financiering van plotselinge rampen verloopt beter dan de financiering van langdurige noodsituaties, die ook wel vergeten conflicten worden genoemd.

### Voedselhulp
De meeste noodhulp gaat op aan voedsel: tussen 2000 en 2006 werd 12,2 miljard dollar aan voedselhulp besteed. Dat was ruim de helft van alle noodhulp. Uitgaven in deze periode voor gezondheid, (1,4 miljard dollar), water en sanitatie (560 miljoen dollar), onderwijs (492 miljoen dollar) en onderdak (428 miljoen dollar) waren veel lager.
Een steeds groter deel van de noodhulp gaat naar Afrika. In 2006 ontving deze regio 46 procent van alle noodhulp. In 1995 was dat nog 31 procent. De noodhulp aan Azië steeg in diezelfde periode van 27 procent naar 34 procent, terwijl noodhulp aan Europa afnam van 18 naar 1 procent.

## Uitvoering

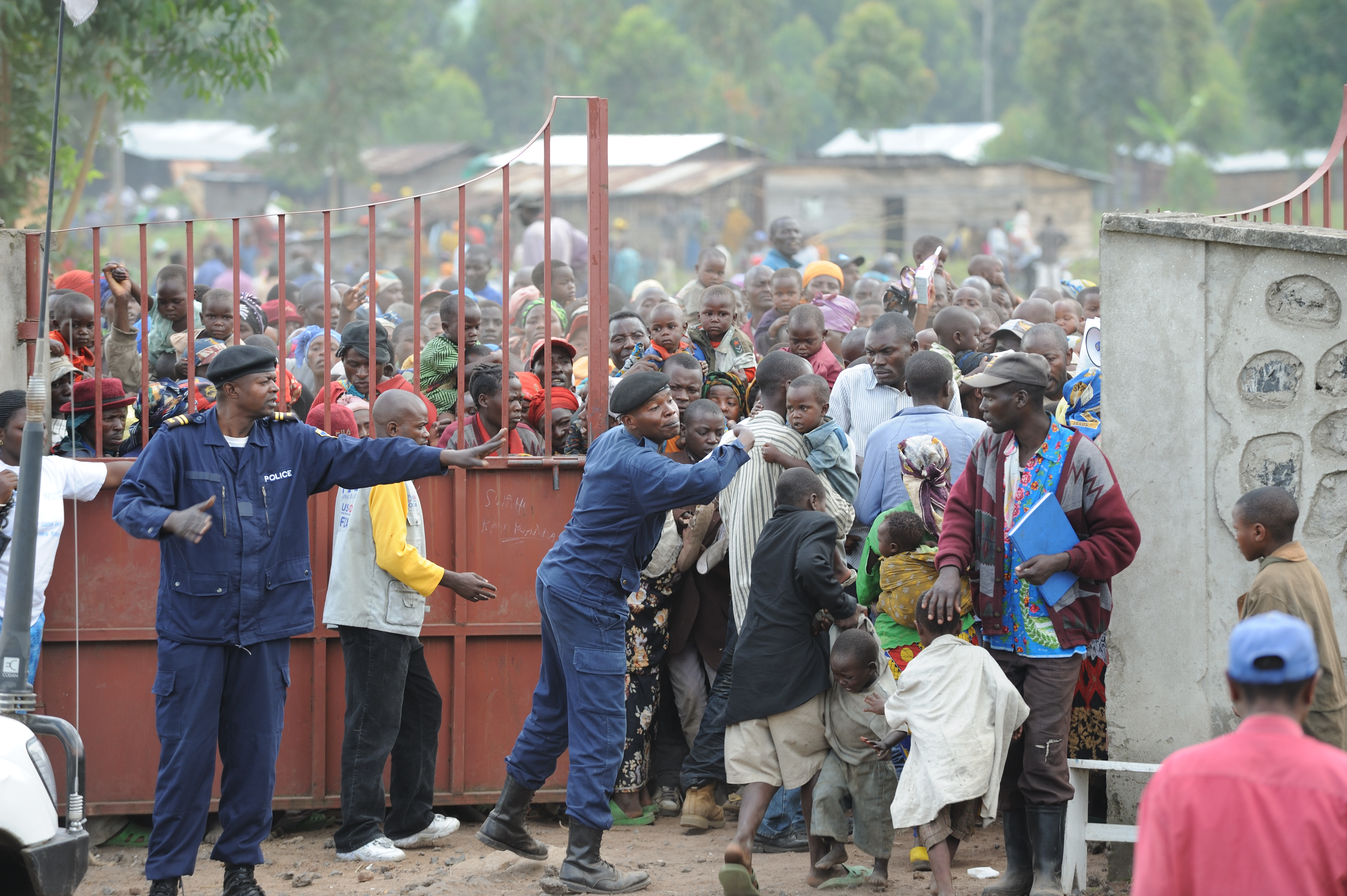
Voedseldistributie door Unicef in Kibati-camp, Goma, Congo, november 2008. Het enorme aantal mensen dat hulp nodig heeft maakt de distributie moeilijk.

Terwijl het VN-kantoor OCHA verantwoordelijk is voor de coördinatie van noodhulp, ligt de uitvoering in handen van duizenden lokale en internationale organisaties. Twee organisaties die zich uitsluitend bezighouden met het verlenen van noodhulp, zijn het Rode Kruis en Artsen zonder Grenzen. Ook een aantal VN-organisaties speelt een belangrijke rol in het verlenen van humanitaire hulp, zoals het Wereldvoedselprogramma, het kinderfonds Unicef en UNHCR, het instituut van de Hoge Commissaris voor de Vluchtelingen. Het Bureau Humanitaire Hulp van de Europese Commissie (ECHO) is verantwoordelijk voor alle humanitaire hulpactiviteiten van de Europese Commissie. Voor veel ontwikkelingsorganisaties, zoals Oxfam Novib of Cordaid, is noodhulp een onderdeel van de activiteiten.

## Nederland
Nederland verleent humanitaire hulp aan landen die al jaren in oorlog of crisis verkeren, en aan landen in acute noodsituaties. Nederland eist bij het aanbieden van noodhulp dat deze wordt gecoördineerd door OCHA, de noodhulporganisatie van de VN.
In complexe noodsituaties gaat Nederland uit van het Consolidated Appeal Process (CAP). Nederland kijkt hoe zij kan bijdragen met geld, expertise of mankracht. In acute situaties richt de Nederlandse hulp zich op onderdak, voedsel en voedselzekerheid, (reproductieve) gezondheidszorg, water en sanitaire voorzieningen, en bescherming, terugkeer en hervestiging van vluchtelingen en ontheemden.
Voorbeelden van Nederlandse humanitaire hulp zijn te vinden in Darfur (Soedan) en de Democratische Republiek Congo. Nederland gaf noodhulp na de tsunami in 2004 en de aardbeving in Pakistan in 2005. In Pakistan bood het Nederlandse Urban Search and Rescue Team (USAR) medische hulp en borg mensen uit de puinhopen. Nederland verleende ook hulp na de orkaan Katrina in de Verenigde Staten. Een Nederlands pompenteam hielp delen van New Orleans droog te pompen. In 2022 moest het Rode Kruis voor het eerst ook noodhulp verlenen in Nederland toen door stagnatie van doorstroom van vluchtelingen asielzoekers in Ter Apel buiten in het gras moesten slapen. 

## België
Zie B-FAST

## Kwaliteit

### Criteria
In het algemeen zijn drie factoren die bepalen of noodhulp effectief is. Ten eerste moet noodhulp uitsluitend worden gegeven voor zover direct nodig. Hulpverlening en hulpgoederen mogen de lokale markt niet duurzaam verstoren. Zo mag gedoneerde kleding of voedsel niet in de plaats komen van plaatselijk geproduceerde of verkochte artikelen. Ten tweede mag noodhulp geen schendingen van de mensenrechten in de hand werken. Noodhulp kan leiden tot corruptie bij de ontvangende overheid, aankoop van wapens, verdrijving van de lokale bevolking, oplopende discriminatie, et cetera. Noodhulp moet, ten derde, vernedering vermijden van de bevolkingsgroep die door de ramp extra kwetsbaar is geworden. Dat betekent dat hulp eigen krachten moeten aanspreken, zoals het inschakelen lokaal personeel, de inkoop van lokale goederen en samenwerking met lokale partners.

### Rapportage
Een groeiend aantal hulporganisaties legt in het openbaar rekenschap af van de besteding van gelden. Een voorbeeld daarvan is de rapportage van de Samenwerkende Hulporganisaties (SHO) na de tsunami van 2004.

### Keurmerken
Daarnaast werken hulporganisaties met keurmerken. In 2007 werd het Humanitarian Accountability Partnership International (HAP-I) in Genève geïntroduceerd. Hulporganisaties kunnen een HAP Certificate aanvragen. Dit is een kwaliteitskeurmerk voor non-profit hulporganisaties. Het geeft aan hoe goed de organisatie de verantwoording aflegt en de kwaliteit van zijn humanitaire operaties verzekert. Een keurmerk is drie jaar geldig.

## Discussie
Noodhulp kan bijdragen aan het redden van mensenlevens en het verlichten van menselijk leed. Anderzijds kan noodhulp een crisis verlengen en verergeren. Het kan de mensenrechten schaden, door versterking van repressieve regimes, ongelijke verdeling van geld en goederen en grotere afhankelijkheid van het buitenland.

### Coördinatie
Een moeilijkheid bij het verlenen van noodhulp is het goed coördineren van activiteiten. Na een overstroming of aardbeving trekken vaak vele hulporganisaties het gebied binnen, die elk hun eigen hulpinitiatieven op touw zetten. Samenwerking en afstemming is vaak gebrekkig, en er wordt onvoldoende samengewerkt met de lokale bevolking.

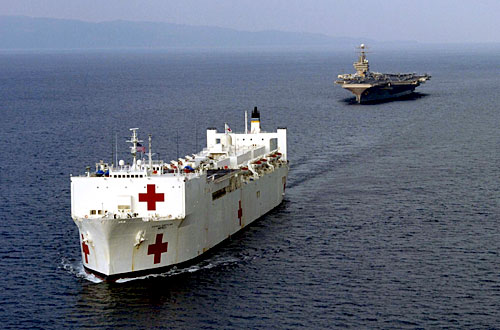
Een Amerikaans militair hospitaalschip vaart in februari 2005 naar Sumatra om hulp te verlenen aan slachtoffers van de tsunami

Dit bleek onder meer uit de evaluatie van noodhulp na de tsunami. De Tsunami Evaluation Coalition van donorlanden, ngo's en multilaterale organisaties concludeerde dat effectiviteit van de noodhulp na de tsunami onder de maat was. De aanpak was gefragmenteerd, mede door de woekering van hulporganisaties en de wens van organisaties om zichtbare hulp te bieden. De expertise schoot tekort, er was sprake van snelle personeelswisselingen en gebrek aan taalkennis.
Het rapport concludeert verder dat er vaak voorbij werd gegaan aan de echte hulpvraag. Lokale besturen werden terzijde geschoven en veel hulp was aanbodgedreven, ongevraagd en inadequaat. Dit werd verergerd door de toevloed van amateur-weldoeners, die zonder expertise gingen helpen.

### Neutraliteit
Een tweede belangrijk kritiekpunt richt zich op de politieke implicaties van noodhulp. Buitenlandse hulp kan door heersende machthebbers en leiders worden misbruikt voor hun eigen gewin. Zij kunnen noodhulp opeisen voor zichzelf, of groepen mensen toegang tot hulp ontzeggen.
Dit gebeurde bijvoorbeeld na de hongersnood in Ethiopië in 1984. Popzanger Bob Geldof organiseerde het megaconcert Live Aid, en haalde daarmee tussen de 50 en 70 miljoen pond op voor de hongerenden in Ethiopië. De hulpactie liep echter uit in een catastrofe. Dictator Haile Mariam Mengistu wendt het geld aan om de oorlog tegen Eritrea, Somalië en de binnenlandse guerrilla voort te zetten. Wanneer hulporganisatie Oxfam International voedsel uitdeelt in de gebieden die door de rebellen zijn bezet, beveelt Mengistu om 600.000 landgenoten te deporteren. Verstoken van water en voedsel vertrekken verzwakte families voor dagenlange ritten naar het Zuiden. Naar schatting verliezen 100.000 Ethiopiërs door deze deportaties het leven.
Dit voorbeeld toont aan dat hulp uit louter neutrale, zuiver humanitaire standpunten averechtse effecten kan hebben. Wanneer een noodsituatie door de overheid zelf is veroorzaakt, of doelbewust niet is verhinderd, dan kan de buitenlandse interventie door het regime worden misbruikt. Datzelfde geldt wanneer zich een natuurramp voordoet in een land met een conflictsituatie.

### Dilemma
Dit stelt hulpverleners voor een dilemma. Wanneer zij misstanden aan de kaak stellen, lopen ze het risico uit het land te worden gezet, waardoor ze geen enkele hulp meer kunnen bieden. Wanneer zij blijven, zwijgen en meewerken met het regimes, dan zijn zij medeplichtig aan misstanden en mensenrechtenschendingen.
Hulporganisaties nemen in dit debat verschillende posities in. Het Rode Kruis stelt zich van oudsher op het standpunt dat zij in alle omstandigheden neutraal is. Dat betekent dat zij in het verleden mensenrechtenschendingen niet aan de kaak stelde. Artsen zonder Grenzen daarentegen zoekt actief de publiciteit wanneer zij wordt geconfronteerd met schendingen van internationale verdragen. Zo maakte de organisatie melding van de gedwongen landverhuizingen van Ethiopiërs in 1985. Tegenwoordig zijn de scheidslijnen tussen beide organisaties minder scherp.